# Gunilla Bergström
Gunilla Elisabet Dukure Bergström, född Bergström den 3 juli 1942 i Johannebergs församling, Göteborg, död 23 augusti 2021 i Gustav Vasa distrikt i Stockholm, var en svensk barnboksförfattare och illustratör. Hon uppmärksammades för bokfiguren Alfons Åberg, där en pappa står för föräldraskapet, tidigt animerad som TV-serie och film och översatt till ett 40-tal språk.

## Biografi
Gunilla Bergström växte upp i Göteborg och hade två yngre systrar. Föräldrarna skildes 1953. Bergström var som ung engagerad i teater och var bland annat med i Atelierteatern. Hon ritade som barn mycket och visade talang för teckning. Hennes pappa anmälde henne till en kvällskurs på Valands konstskola.
Hon studerade vid Filip Holmqvists handelsinstitut och började sedan arbeta på GT. Gunilla Bergström tog journalistexamen i Göteborg 1966. Därefter följde flytten till Stockholm tillsammans med maken Loa Andersson. Hon arbetade först på Dagens Nyheter och sedan Aftonbladet. Debuten som författare kom 1971 med boken Mias pappa flyttar.
Bergström led av bipolär sjukdom liksom hennes far och farfar. Enligt Bergström hade detta en positiv effekt på hennes produktivitet som författare.
Bergström fick två barn, varav det yngsta har autism. Barnen har inspirerat till böckerna om Bill och Bolla, som handlar om en liknande familjesituation.
I TV-programmet Min sanning 2015 berättade Bergström om sitt författarliv. I maj 2019 utkom biografin Bakom Alfons: Gunilla Bergström in på livet, skriven av Klas Gustafson.
Bergström avled i augusti 2021, 79 år gammal, efter en längre tids försämrad hälsa. Hon är gravsatt på Galärvarvskyrkogården i Stockholm.

## Författarskap
Efter debuten som både författare och illustratör 1971 utkom 1972 den första barnboken om Alfons Åberg, God natt, Alfons Åberg. Ett typiskt element i hennes illustrationer är collageteknik, något som hon var först med i bilderböcker riktade mot barn. Enligt Bergström själv var det Gallie Eng som under ett förlagsmöte antydde att collagetekniken kunde användas i barnböcker. Bergström var också tidigt ute med att hantera ämnen såsom skilsmässa och handikapp i sina barnböcker.  Bland tecknare som influerat hennes stil har hon nämnt Ingrid Vang Nymans illustrationer till Barnen i Bullerbyn.
År 1975 började Bergström arbeta heltid med sitt författarskap och fortsatte skriva böcker om Alfons Åberg men även karaktärer som Milla samt Bill och Bolla. Utöver böcker har Bergström även skrivit rimtexter, samarbetat med exempelvis kompositören Georg Riedel och arbetat med manus och scenografi till teater, musikal samt illustrerat pekböcker.
Karaktären Alfons Åberg återkommer i drygt 20-tal olika berättelser, som har filmatiserats genom TV-serier med Björn Gustafson och Jonas Karlsson som berättarröster. Alfons finns också som långfilm (Hokus pokus Alfons Åberg, 2013). Under 2015 kom Alfons leker Einstein och flera nya avsnitt som filmpremiärer.
Böckerna om Alfons Åberg är översatta till närmare 40 språk och är, efter Astrid Lindgren, bland de mest lästa och lånade på svenska bibliotek sedan ett par decennier.
Vid 20-årsjubileet av den första Alfons-boken 1992 instiftade Bergström tillsammans med Rabén & Sjögren kulturpriset Alfons-Bokalen.
År 2012 öppnades Alfons Åbergs kulturhus i Göteborg.
Bergström blev 1987 invald i sällskapet Nya Idun. Bergström innehade stol nummer 12 i Svenska barnboksakademin åren 1997–2013.

## Utställningar
- Stockholms Leksaksmuseum (1984)
- Junibacken i Stockholm (1997)
- Norrbottens museum (1999)
- Sävstaholms slott (2002)
- Leksaksmuseet i Stockholm (2003)
- "Alfons har landat" Kulturhuset i Stockholm, samt turné runt Norden (2006–2009)
- "Gunilla Bergström: originalillustrationer", Bror Hjorths Hus (2023)

Originalutställningar
- Andrémuseet i Gränna (1989)
- Roslagsmuseet i Norrtälje (1989)
- "Bakom ryggen på Alfons", en turné med Folkets Hus och Parker (2005–2008)
- "Jag ska banne mej rita själen!"[22] Nordiska Akvarellmuseet i Skärhamn (2018)

## Priser och utmärkelser
- 1973 – Arbetsstipendium, Sveriges författarfond
- 1973 – Kulturpris, Järfälla kommun
- 1975 – Kulturpris, Stockholms läns landsting
- 1976 – Femårigt arbetsstipendium, Sveriges författarfond
- 1977 – Kulturpris, Danderyds kommun
- 1978 – Litteraturfrämjandets barn- och ungdomsboksstipendium
- 1979 – Elsa Beskow-plaketten[23]
- 1980 – Barnens Bio/Kontrasts utmärkelse "Örni" för årets bästa kortfilm
- 1980 – Vuxenskolans kultur och folkbildningsstipendium
- 1981 – Författarfondens kulturpris
- 1981 – Astrid Lindgren-priset
- 1987 – Kulturpris, Danderyds kommun
- 1988 – Grammis för ”årets barn”: Alfons Åberg Hokus Pokus
- 1989 – Wettergrens barnbokollon
- 1993 – Stockholms stads hederspris[24]
- 1997 – Bokjuryn: Årets barnbok, kategori 0–6 år (Flyg sa Alfons)
- 2006 – Schullströmska priset för barn- och ungdomslitteratur[25]
- 2011 – Emilpriset[26]
- 2012 – Astrid Lindgrens Värld-stipendiet[27]
- 2012 – Regeringens medalj "Illis Quorum" av 8:e storleken[28]
- 2015 – Stora Ljudbokspriset för Vad sa pappa Åberg?[29]
- 2015 – Barnens eget trolldiplom, Ekerö kommun[30]
- 2018 – Kungl. Sällskapet Pro Patrias stora medalj i guld för medborgerliga förtjänster[31]
- 2019 – Medaljen Litteris et Artibus i guld[32]
- 2020 – Glada Hudik-teaterns Supporterklubbs pris, Hederskramen till Bosse Östlins minne
- 2021 – Hederspristagare Göteborg Film Festival Prisma 2021